# دوري جرينلاند لكرة القدم 1997
دوري جرينلاند لكرة القدم 1997 هو موسم من دوري جرينلاند لكرة القدم. فاز فيه Nuuk Idraetslag ‏.